# Work It (bài hát của Missy Elliott)
"Work It" là một bài hát của rapper người Mỹ Missy Elliott nằm trong album phòng thu thứ tư của cô, Under Construction (2002). Nó được phát hành vào ngày 9 tháng 9 năm 2002 như là đĩa đơn đầu tiên trích từ album bởi The Goldmind Inc. và Elektra Records. Bài hát được đồng viết lời và sản xuất bởi Elliott và Timbaland, cộng tác viên quen thuộc xuyên suốt sự nghiệp của cô và đã tham gia sản xuất cho hầu hết những tác phẩm của Under Construction. "Work It" là một bản dirty rap với phong cách âm nhạc được lấy cảm hứng mạnh mẽ từ old school hip hop đầu những năm 1980, trong đó tham chiếu đoạn nhạc mẫu từ bài hát năm 1979 được thể hiện bởi Blondie "Heart of Glass". Ngoài ra, một phần điệp khúc của nó đã được đảo ngược lại, xuất phát từ một sự cố của một kỹ sư âm thanh khi bị trượt tay trong quá trình thực hiện. Một phiên bản phối lại chính thức của bài hát với sự tham gia góp giọng của rapper người Mỹ 50 Cent, cũng được phát hành.
Sau khi phát hành, "Work It" nhận được những phản ứng tích cực từ các nhà phê bình âm nhạc, trong đó họ đánh giá cao giai điệu hấp dẫn và vai trò sản xuất hiệu quả của Timbaland, cũng như gọi đây là một điểm nhấn nổi bật từ album. Ngoài ra, bài hát còn gặt hái nhiều giải thưởng và đề cử tại những lễ trao giải lớn, bao gồm hai đề cử giải Grammy cho Bài hát Rap xuất sắc nhất và Trình diễn solo Rap nữ xuất sắc nhất tại lễ trao giải thường niên lần thứ 46, và chiến thắng một giải sau. "Work It" cũng tiếp nhận những thành công lớn về mặt thương mại với việc lọt vào top 10 ở nhiều thị trường nổi bật, như Úc, New Zealand và Vương quốc Anh. Tại Hoa Kỳ, nó đạt vị trí thứ hai trên bảng xếp hạng Billboard Hot 100 trong mười tuần liên tiếp, trở thành đĩa đơn thứ ba trong sự nghiệp của Elliott vươn đến top 5 và cân bằng kỷ lục với bài hát năm 1981 của Foreigner "Waiting for a Girl Like You" cho tác phẩm đạt số tuần ở ngôi vị á quân lâu nhất trong lịch sử mà không đạt vị trí số một tại đây.
Video ca nhạc cho "Work It" được đạo diễn bởi Dave Meyers, người trước đó đã hợp tác với Elliott trong video của nhiều đĩa đơn trước, trong đó bao gồm những cảnh cô rap và nhảy múa ở nhiều bối cảnh khác nhau, bên cạnh sự xuất hiện đặc biệt từ Timbaland, Eve và Tweet và là một sự tri ân đến Aaliyah (1979–2001) và Lisa "Left Eye" Lopes (1971–2002). Nó đã nhận được nhiều lượt yêu cầu phát sóng liên tục trên những kênh truyền hình âm nhạc, như MTV, VH1 và BET, đồng thời gặt hái tám đề cử tại giải Video âm nhạc của MTV năm 2003 và chiến thắng hai hạng mục cho Video của năm và Video Hip-Hop xuất sắc nhất. Để quảng bá bài hát, nữ rapper đã trình diễn "Work It" trên nhiều chương trình truyền hình và lễ trao giải lớn, bao gồm Saturday Night Live, The Tonight Show with Jay Leno, Top of the Pops, giải thưởng Âm nhạc Mỹ năm 2003, giải Video âm nhạc của MTV năm 2003 và giải Âm nhạc châu Âu của MTV năm 2003, cũng như trong nhiều chuyến lưu diễn của cô.

## Danh sách bài hát
Đĩa CD tại châu Âu
1. "Work It" (bản album) – 4:25
2. "Pussycat" (bản album) – 3:36

Đĩa 12" tại Anh quốc và Hoa Kỳ
1. "Work It" (bản album) – 4:25
2. "Work It" (không lời) – 4:25
3. "Pussycat" (bản album) – 3:26

## Xếp hạng
| Bảng xếp hạng (2002-15)                  | Vị trí cao nhất |
| ---------------------------------------- | --------------- |
| Úc (ARIA)                                | 6               |
| Bỉ (Ultratop 50 Flanders)                | 22              |
| Bỉ (Ultratip Wallonia)                   | 2               |
| Đan Mạch (Tracklisten)                   | 11              |
| Pháp (SNEP)                              | 60              |
| Đức (Official German Charts)             | 32              |
| Ireland (IRMA)                           | 19              |
| Ý (FIMI)                                 | 23              |
| Hà Lan (Dutch Top 40)                    | 19              |
| Hà Lan (Single Top 100)                  | 12              |
| New Zealand (Recorded Music NZ)          | 3               |
| Na Uy (VG-lista)                         | 16              |
| Scotland (OCC)                           | 17              |
| Thụy Điển (Sverigetopplistan)            | 15              |
| Thụy Sĩ (Schweizer Hitparade)            | 14              |
| Anh Quốc (OCC)                           | 8               |
| Hoa Kỳ Billboard Hot 100                 | 2               |
| Hoa Kỳ Hot R&B/Hip-Hop Songs (Billboard) | 1               |
| Hoa Kỳ Pop Airplay (Billboard)           | 3               |
| Hoa Kỳ Hot Rap Songs (Billboard)         | 1               |

| Bảng xếp hạng (2002)                 | Vị trí |
| ------------------------------------ | ------ |
| Netherlands (Dutch Top 40)           | 140    |
| UK Singles (Official Charts Company) | 157    |
| US Billboard Hot 100                 | 54     |
| US Hot R&B/Hip-Hop Songs (Billboard) | 41     |
| Bảng xếp hạng (2003)                 | Vị trí |
| Australia (ARIA)                     | 36     |
| Italy (FIMI)                         | 82     |
| Netherlands (Dutch Top 40)           | 206    |
| US Billboard Hot 100                 | 36     |
| US Hot R&B/Hip-Hop Songs (Billboard) | 37     |

| Bảng xếp hạng (2000-09)              | Vị trí |
| ------------------------------------ | ------ |
| US Billboard Hot 100                 | 96     |
| US Hot R&B/Hip-Hop Songs (Billboard) | 41     |

## Chứng nhận
| Quốc gia | Chứng nhận | Số đơn vị/doanh số chứng nhận |
| --- | ---------- | ----------------------------- |
| Úc (ARIA) | Vàng       | 35.000^                       |
| Ý (FIMI) | Vàng       | 0‡                            |
| Anh Quốc (BPI) | Bạc        | 200.000‡                      |
| Hoa Kỳ (RIAA) | Bạch kim   | 1.000.000‡                    |
| * Chứng nhận dựa theo doanh số tiêu thụ. ^ Chứng nhận dựa theo doanh số nhập hàng. ‡ Chứng nhận dựa theo doanh số tiêu thụ và phát trực tuyến. |            |                               |